# Кларелвен
Кларелвен или Трюсилелв (на норвежки: Trysilelva;на шведски: Klarälven) е река в югоизточната част на Норвегия (провинция Хедмарк) и югозападната част на Швеция (провинция Вермланд), вливаща се в езерото Венерн, от басейна на река Гьотаелвен. Дължина 460 km, площ на водосборния басейн 11 820 km².

## Географска характеристика
Река Кларелвен изтича под името Трюсилелв от западния (норвежки) ъгъл на езерото Руген (35 km², на 758 m н.в.), разположено на границата между Швеция и Норвегия. В началото тече на запад и след около 16 km и 95 m денивелация се влива в голямото езеро Фемунден (на 663 m н.в.). След това изтича от южния ъгъл на езерото, преминава през южната част на по-малкото езеро Истерен и завива на юг-югоизток, а след 60°с.ш. – на юг. По цялото си протежение тече предимно по планинско-хълмисти местности в дълбока и тясна долина, като образува множество бързеи, прагове и малки водопади. След малкото норвежко градче Пласен навлиза на шведска територия. Тук околният релеф се снижава и долината ѝ значително се разширява. След град Мункфорс навлиза в Южношведската равнина, а при граз Карлстад чрез 6 ръкава се влива в северната част на най-голямото шведско езеро Венерн, на 44 m н.в.
Водосборният басейн на река Кларелвен обхваща площ от 11 820 km², като северната му част е на норвежка територия и е дълъг (над 340 km) и много тесен (30 – 40 km), поради което речната ѝ мрежа е слабо развита. На североизток и изток водосборният басейн на Кларелвен граничи с водосборните басейни на реките Юснан и Далелвен, вливащи се в Балтийско море, на югоизток и югозапад – с водосборните басейни на реките Летелвен и Рутна, вливащи се в езерото Венерн, а на запад – с водосборния басейн на река Глома, вливаща се в Северно море. Основни притоци: Енгера, Харгон, Увон (леви); Туфсинга, Сьомоа, Сьолна (десни).
Кларелвен има предимно снежно подхранване с ясно изразено пролетно-лятно пълноводие и зимно маловодие. Среден годишен отток в устието 165 m³/s. В долното течение замръзва за период около 5 месеца, а в горното – около 7 месеца.

## Стопанско значение, селища
На реката са изградени няколко ВЕЦ-а, като най-голяма е Хьолес (в Швеция). Част от водите ѝ се използват за битово и промишлено водоснабдяване. В долното течение е плавателна за плиткогазещи речни съдове до град Мункфорс. В горното и средно течение долината ѝ е рядко населена, а в долното по-големите селища са градовете Форшхага и Карлстад в устието.